# Stay Safe
Stay Safe je kratki film iz leta 2021, ki ga je napisal, režiral in produciral Miha Mazzini po lastni gledališki igri Varni. Posnet je bil med pandemijo covida 19 tako, da je Mazzini režiral film preko videoklica, igralci pa so se doma snemali na mobilne telefone, od Bratislave do Cape Towna.
Po tujih festivalih je film uradno premiero doživel v Kino Dvoru, v Ljubljani, 9. maja 2022.

## Vsebina
Film spremlja zakonski par, ki v svetu pametnih naprav in točkovnega socialnega sistema, kjer vsako dejanje pomeni pozitivno ali negativno oceno, poskuša nabrati zadosti točk, da bi imel otroka.

## Festivali
1. IFA Istanbul Film Awards, junij 2021[3]
2. Anatolia International Film Festival, 2021[4]
3. Montreal Independent Film Festival, 2021[5]
4. SFAAF - South Film and Arts Academy Festival, Čile, 2021[6]
5. Mannheim Arts and Film Festival, Nemčija, 2022[7]
6. Indo French International Film Festival, Indija, 2021[8]
7. Luleå International Film Festival, Švedska, 2021[9]
8. Salto Independent Film Festival, Uragvaj, 2021[10]
9. Toronto Indie Shorts, Kanada, 2021[11]
10. Nicomedia International Bi-Monthly Film Awards, 2021, [12]
11. Tokyo Shorts, 2021, [13]
12. Stockholm Short Festival, 2021, [14]
13. Austin International Art Festival, 2021, [15]
14. Toronto Independent Film Festival of Cift, 2021,[16]
15. Roma Short Film Festival, 2021, [17]
16. Brno Film Festival 2021 [18]
17. Rotterdam Independent Festival, november 2021[19]
18. Florida Shorts, Winter 2021[20]
19. Reykjavik Independent Film Festival 2022[21]

## Nagrade
1. najboljši scenarij, IFA Istanbul Film Awards, junij 2021[3]
2. nagrada kritikov v kategoriji filmov, posnetih na mobilne telefone, Indo French International Film Festival, Indija, september 2021[22]
3. najboljši film posnet na mobilne telefone, september 2021, Mannheim Arts and Film Festival, Nemčija[23]
4. najboljši film posnet posnet med karanteno, SFAAF - South Film and Arts Academy Festival, Čile, 2021[24]
5. najboljši scenarij, SFAAF - South Film and Arts Academy Festival, Čile, 2021[25]
6. najboljši scenarij, Florida Shorts, Winter 2021[26]
7. najboljši glavni igralec, SFAAF - South Film and Arts Academy Festival, Čile, 2021[27]
8. najboljši stranski igralec, SFAAF - South Film and Arts Academy Festival, Čile, 2021[28]
9. častna omemba za najboljšo igralko, SFAAF - South Film and Arts Academy Festival, Čile, 2021[29]
10. nominacija za najboljši film posnet na mobilne telefone, Nicomedia International Bi-Monthly Film Awards, 2021[30]
11. najboljši scenarij, Austin International Art Festival, november 2021[31]
12. najboljši film posnet na mobilne telefone, Toronto Independent Film Festival of Cift, oktober 2021, [32]
13. najboljši Covid film, Rotterdam Independent Festival, november 2021[33]
14. najboljši Covid film, Stockholm Short Festival, 2021 [34]